# Postplatzbrunnen (Stuttgart)

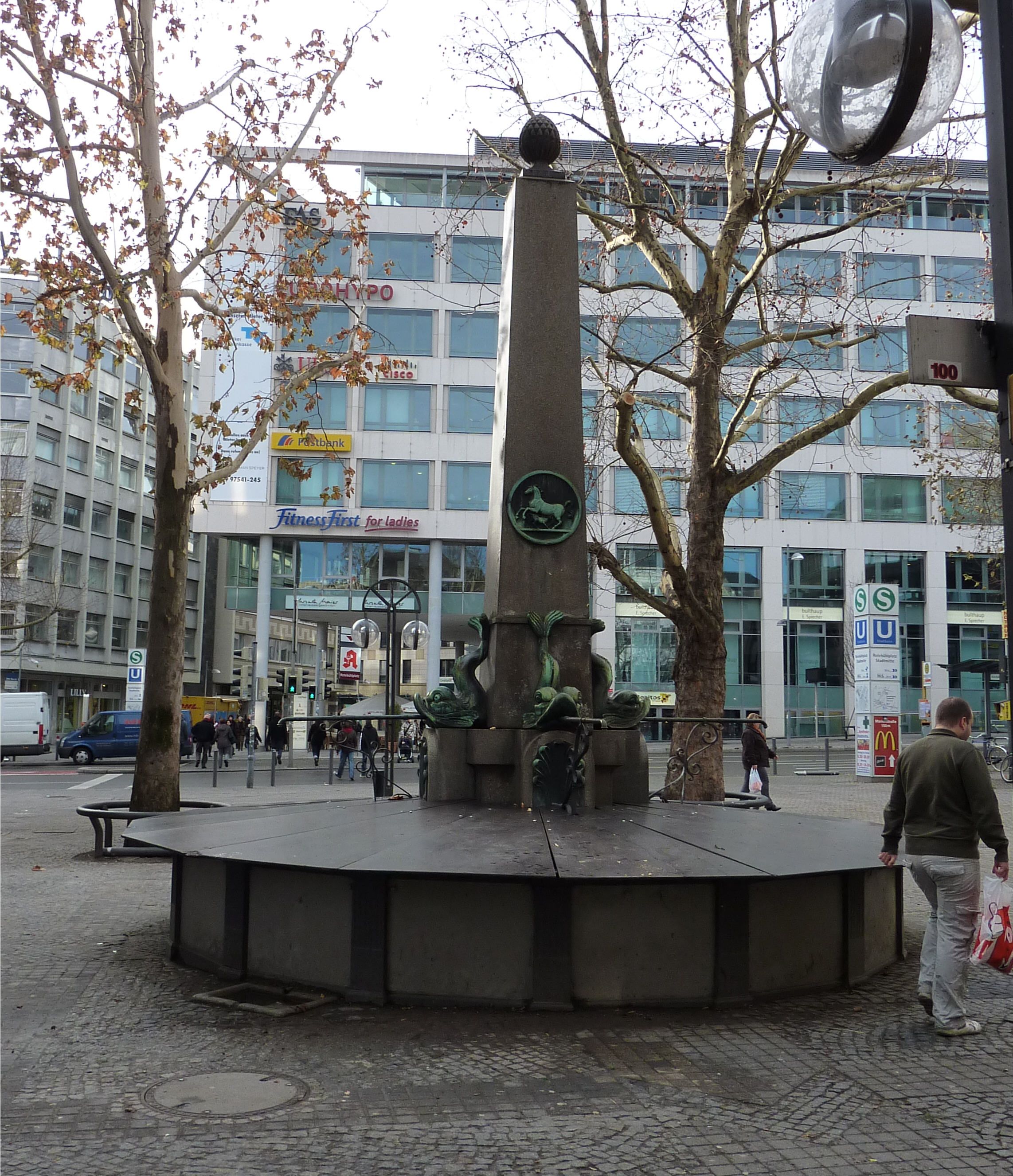
Der Postplatzbrunnen im Winter

Der Postplatzbrunnen ist ein Brunnen in Stuttgart. 
Der Brunnen in der Alten Poststraße an der Ecke Rotebühlplatz/Calwer Straße wurde von Nikolaus Friedrich von Thouret entworfen und 1820 aufgestellt. In dem vieleckigen Brunnentrog aus Gusseisen steht eine Granitsäule, die auf einer Seite den Kopf des Königs Wilhelm I. über der Jahreszahl MDCCCXX zeigt, auf der gegenüberliegenden Seite das Relief einer Stute, die zum Stadtwappen gehört. Sie wird von einer Art Pinienzapfen bekrönt. Die Säule steht auf dem Brunnenkasten, um den vier Fisch- oder Delphingestalten gruppiert sind, aus deren Mäulern das Wasser fließt. Der Brunnen ist etwa von Mai bis September in Betrieb und wird mit Leitungswasser gespeist.

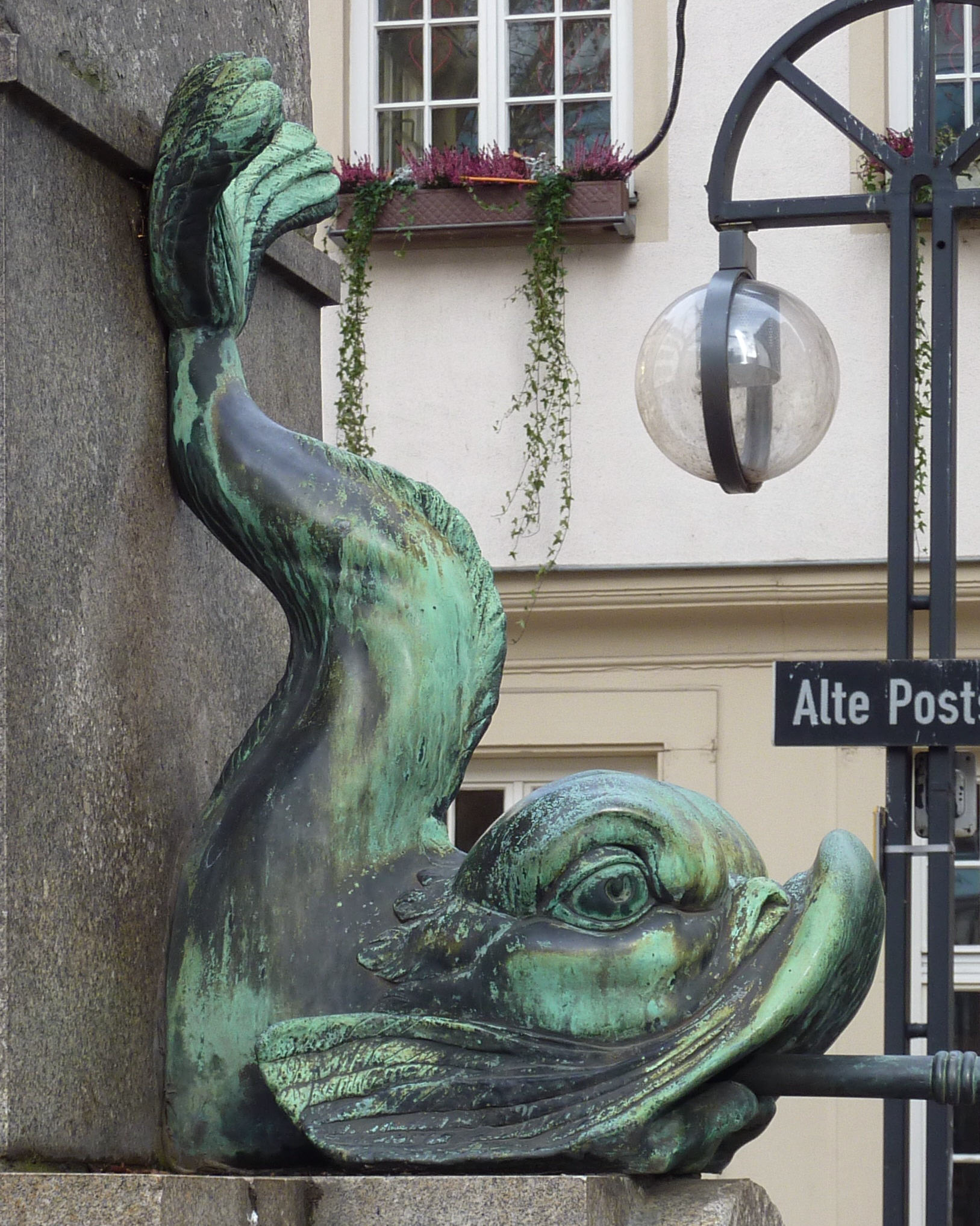
Wasserspeier
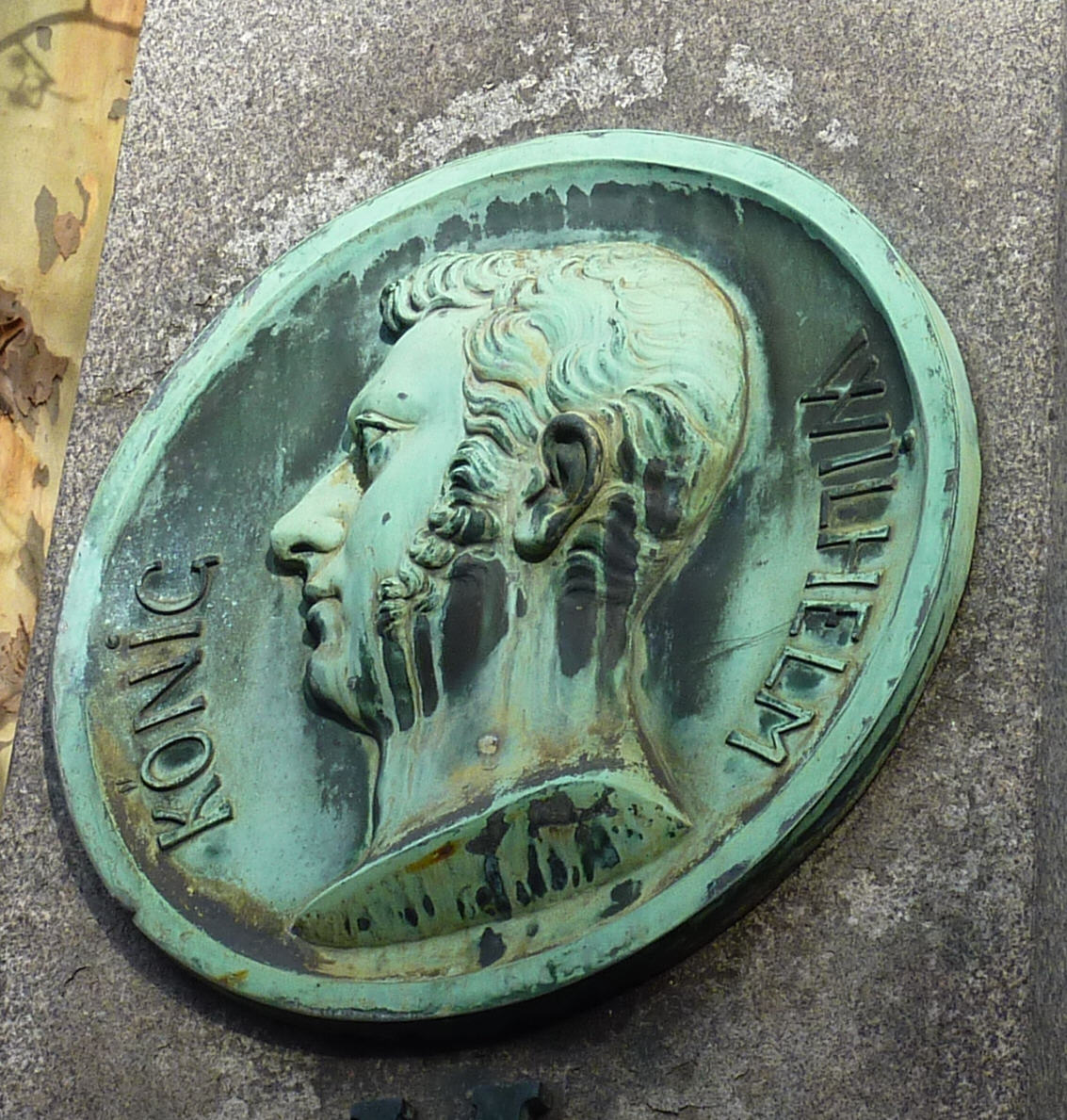
Porträt Wilhelms I.
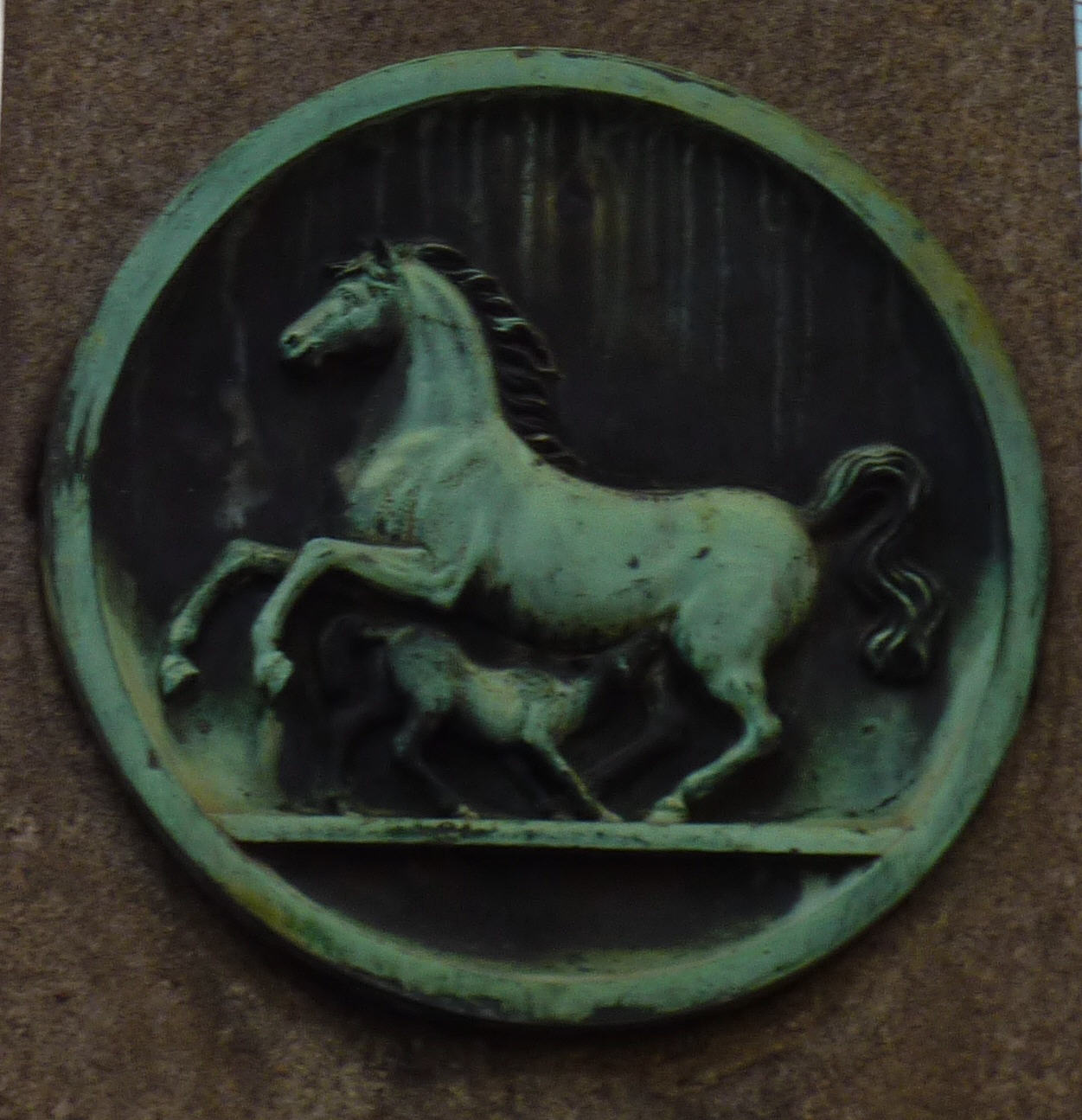
Stute mit Fohlen
Wasserspeier